# Калашников, Василий (футболист)
Василий Калашников (13 февраля 1950, Калинин — 1994) — советский футболист, крайний нападающий.

## Биография
Занимался в группе подготовки футболистов калининской «Волги» с 14-летнего возраста. В 1969 году тренер Игорь Волчок, активно привлекавший молодых игроков, перевёл Калашникова в основной состав. Первый матч за «Волгу» футболист сыграл 26 июня 1969 года против калужского «Локомотива». За первые четыре сезона в команде сыграл более 100 матчей. 4 сентября 1970 года стал автором юбилейного, 800-го гола в истории клуба. В 1972 году стал четвертьфиналистом первенства Европы среди студентов, на котором «Волга» представляла Советский Союз.
В 1973 году был призван в армию и выступал за ЦСКА. 1 апреля 1973 года дебютировал в составе армейцев в матче Кубка СССР против кутаисского «Торпедо». Единственный матч в высшей лиге сыграл в первом туре сезона, 8 апреля 1973 года против «Днепра» — команда уступила 1:4, а Калашников в перерыве был заменён и после этого матча отправлен в дубль. В составе дубля ЦСКА в сезоне 1973 года забил 8 голов.
В 1974 году вернулся в «Волгу». В её составе в 1975 году стал обладателем Кубка РСФСР, в 1977 и 1978 годах — победитель традиционных международных турниров на Кубок компании ДСМ (Индия). Стал вторым футболистом в истории «Волги» после Владимира Аксёнова, достигшим рубежа в 300 матчей за клуб, свой 300-й матч, также как и первый, сыграл против калужского «Локомотива». По окончании сезона 1979 года, в 29-летнем возрасте завершил спортивную карьеру.
Всего за 10 сезонов сыграл 305 матчей и забил 49 голов в первенствах страны в составе «Волги». По состоянию на конец 2017 года занимает шестое место в истории клуба по числу матчей.
Погиб в 1994 году.